# Art Davis
Art Davis (5. prosince 1934 Harrisburg – 29. července 2007 Long Beach) byl americký jazzový kontrabasista. Ve svých pěti letech začal hrát na klavír, později přešel k tubě a během středoškolského studia ke kontrabasu. V šedesátých letech hrál v kapele Johna Coltranea. Během své kariéry spolupracoval s řadou dalších hudebníků, mezi které patří Gene Ammons, Art Blakey, Lalo Schifrin, Max Roach nebo McCoy Tyner. Zemřel na infark ve věku dvaasedmdesáti let.